# Doçal Tinto
Doçal Tinto ist eine Rotweinsorte, die in Nordportugal verbreitet und in den Regionen Douro und Minho zugelassen ist. Sie wird als Bestandteil ähnlich wie die fast namensgleiche Doçal de Refóios für Vinho Verde und einfache Tafelweine verwendet. Die ertragsstarke, spätreifende Sorte ergibt rubin- bis granatrote Weine von mäßiger Qualität.
Es gibt auch die Sorten Doçal Graudo und Doçal de Refóios.

## Ampelographische Sortenmerkmale
- Die Triebspitze ist offen. Sie ist starkwollig weißlich behaart und mit einem karminroten Anflug versehen. Die gelben Jungblätter sind ebenfalls weißwollig behaart.
- Die großen Blätter (siehe auch den Artikel Blattform) sind fünflappig bis siebenlappig und tief gebuchtet. Die Stielbucht ist V-förmig offen. Das Blatt ist stumpf gezahnt. Die Zähne sind im Vergleich der Rebsorten mittelgroß. Die Blattoberfläche (auch Spreite genannt) ist blasig derb. Im Herbst färbt sich das Laub fleckig rot.
- Die walzenförmige Traube ist meist geschultert, mittelgroß und dichtbeerig. Die ellipsenförmigen, kurzen Beeren sind mittelgroß und von blau-schwarzer Farbe. Die Schale der saftigen Beere ist mitteldick.

## Synonyme
Synonyme: 17, Borralho, Cascon, Corbillon, Desconocida Escaleira, Docal, Docal Aragao, Docal Grande, Docal Graudo, Docal Miudo, Docar, Docar Borrato, Espadeiro Doce, Estradeira, Folhal, Follajeiro, Verceiruda, Verdelho Doce.